# Cross Border del Oeste 2009
El Cross Border del Oeste 2009 fue una edición de este torneo que por única vez se organizó por separado al otro CB del año (CB del Este 2009), por lo tanto cada uno de estos torneos tuvo un ganador.
Participó la selección de la Federación de Rugby de Chile afiliada a la Confederación Sudamericana de Rugby (CONSUR) como cabeza de serie; y dos selecciones provinciales afiliadas a la Unión Argentina de Rugby (UAR), la Unión de Rugby de Cuyo y la Unión Sanjuanina de Rugby. El triangular quedó inconcluso cuando el tercer y último partido se postergó y al final no se jugó. Cuyo resultó vencedor al ganar los dos únicos partidos disputados.

## Equipos participantes
- Federación de Rugby de Chile (Los Cóndores)
- Unión de Rugby de Cuyo (Los Guanacos)
- Unión Sanjuanina de Rugby

### Posiciones
| Pos. | Equipo   | Encuentros | Encuentros | Encuentros | Encuentros | Tantos  | Tantos    | Tantos     | Puntos |
| Pos. | Equipo   | jugados    | ganados    | empatados  | perdidos   | a favor | en contra | diferencia | Puntos |
| ---- | -------- | ---------- | ---------- | ---------- | ---------- | ------- | --------- | ---------- | ------ |
| 1    | Cuyo     | 2          | 2          | 0          | 0          | 45      | 35        | + 10       | 8      |
| 2    | Chile    | 1          | 0          | 0          | 1          | 25      | 28        | - 3        | 0      |
| 3    | San Juan | 1          | 0          | 0          | 1          | 10      | 17        | - 7        | 0      |

Nota: Se otorgan 4 puntos al equipo que gane un partido, 2 al que empate y 0 al que pierda

Nota: En esta tabla no están contemplados los puntos bonus
|  | Campeón CB del Oeste 2009 |

### Resultados

#### Primera Fecha
| 21 de febrero | San Juan | 10 - 17 | Cuyo | cancha de San Juan Rugby Club, San Juan, Argentina |                                               |
|               |          | Reporte |      | Árbitro(s): Alberto Pasamonti Argentina (UCR)      | Árbitro(s): Alberto Pasamonti Argentina (UCR) |

#### Segunda Fecha
| 28 de febrero | Cuyo | 28 - 25 | Chile | cancha de Marista Rugby Club, Mendoza, Argentina |                                           |
|               |      | Reporte |       | Árbitro(s): Gustavo Pérez Argentina (USR)        | Árbitro(s): Gustavo Pérez Argentina (USR) |

#### Tercera Fecha
| 12 de abril / 5 de mayo | Chile | suspendido | San Juan |  |  |

| Bandera de la Provincia de Mendoza |
| Campeón Cuyo                       |
|                                    |